# Gregorio Maria Suñol
Gregorio Maria Suñol (Barcellona, 1879 – Roma, 1946) è stato un musicologo spagnolo.

## Biografia
Monaco benedettino, di formazione storico, dedicò la sua vita allo studio ed al restauro del canto gregoriano, sino a conseguire, in questo campo, fama e prestigio internazionali.
Fu allievo di Dom Pothier, di cui proseguì l'opera, ciò che lo condusse a compiere i suoi studi secondo l'interpretazione della cosiddetta "Scuola dell'Abbazia di Solesmes".

Nel 1931 è a Milano come direttore della Scuola Superiore di Musica Sacra. Quest'incarico gli offrì l'occasione per dedicarsi alla restaurazione del canto ambrosiano, per la quale pubblicò:
- Exultet (1934)
- Antiphonale missarum (1935)
- Missa pro defunctis (1935)
- Liber vesperalis (1939)

Nel 1938 fu chiamato a Roma per assumere la direzione del Pontificio Istituto di Musica Sacra e, qualche mese dopo, venne nominato abate di S. Cecilia di Montserrat.

## Opere
- Introducciòn a la paleografia gregoriana, pubblicato a Barcellona nel 1925 (poi riedito in Francia nel 1935).
- Catalogo delle formule e dei moduli ricorrenti nel Canto Ambrosiano, opera incompiuta.
- Centonizzazione di:
  - Due inni religiosi di Alessandro Manzoni: Resurrezione e Natale
  - Strofe eucaristiche
  - Pie laudi italiane